# Liczba Wolfa

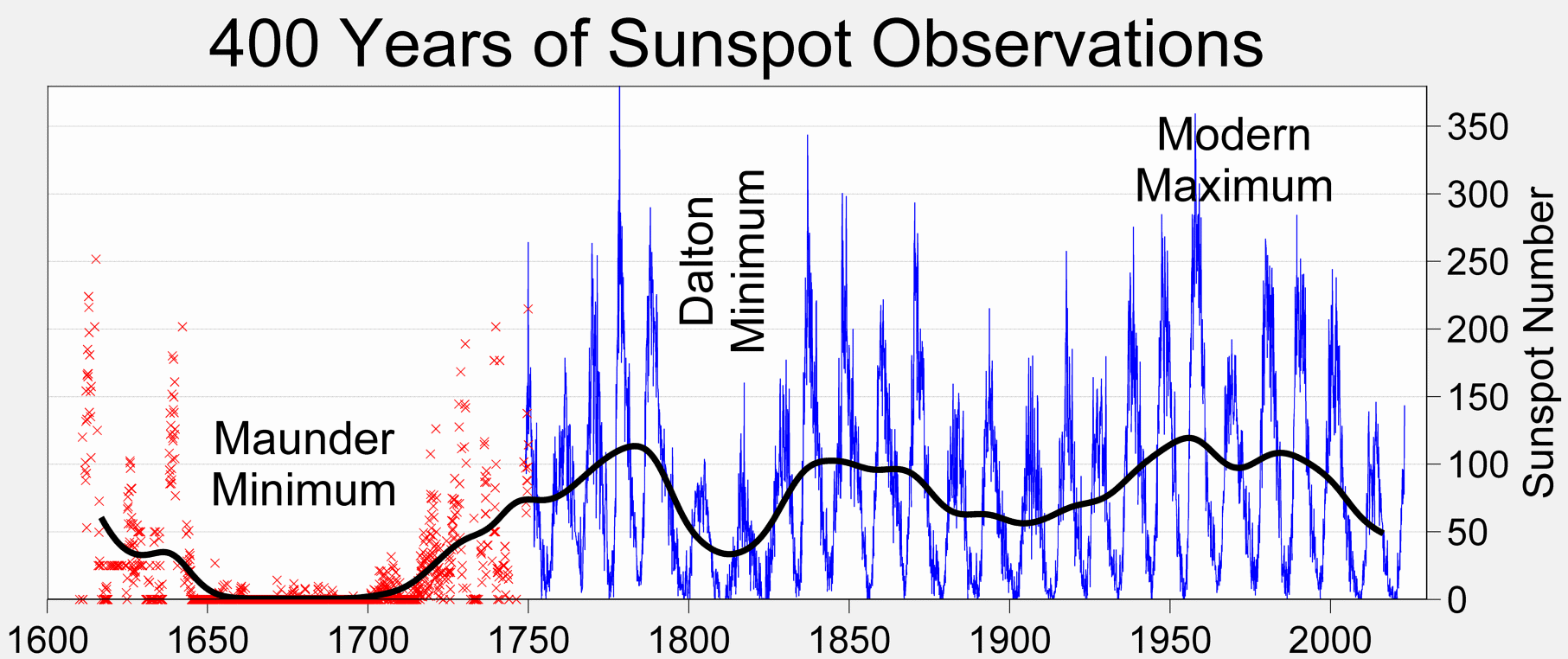
Cykle aktywności słonecznej obserwowane od XVII wieku

Liczba Wolfa – metoda określania liczby plam słonecznych w zależności od liczby grup plam, opracowana w 1849 roku przez szwajcarskiego astronoma i matematyka Rudolfa Wolfa. Liczbę tę stosuje się do opisu aktywności słonecznej. Nazwa liczby Wolfa pochodzi od nazwiska twórcy równania.
Liczbę Wolfa określa wzór:
{\displaystyle R=(10g+p)k,}
gdzie {\displaystyle R} to liczba Wolfa, {\displaystyle g} to liczba grup plam, {\displaystyle p} – liczba plam, a {\displaystyle k} to wielkość, która umożliwia porównanie wyników uzyskanych przez obserwatorów dysponujących różniącymi się powiększeniem lunetami, udostępniana przez literaturę fachową.
Liczba Wolfa określa poziom aktywności słonecznej, która przejawia się zmianą liczby plam i grup, a z tej wynikają zmiany liczby rozbłysków i parametrów wiatru słonecznego. Parametr ten niezbyt dobrze reaguje na drobne wahania liczby plam słonecznych, ale znacznie lepiej opisuje średnią aktywność w długich okresach np. cyklu jedenastoletnim. Liczba jest bardzo prosta do wyznaczenia, a metoda od ponad stu lat stosowana przez wielu obserwatorów. Umożliwia porównanie wyników różnych obserwacji. W obserwatorium w Greenwich stosuje się inną metodę polegającą na zliczaniu powierzchni zajmowanej przez plamy na Słońcu.
Wcześniej zmiany liczby grup plam na Słońcu, jak i liczby dni, gdy plamy były niewidoczne, badał niemiecki aptekarz z Dessau Samuel Heinrich Schwabe. Schwabe prowadził systematyczne obserwacje plam, poszukując domniemanej planety Wulkan krążącej blisko Słońca (usiłował zaobserwować jej przejście przed tarczą Słońca, czyli tranzyt). Planety nie odkrył, ale w 1844 roku ogłosił odkrycie cyklu zmian aktywności słonecznej (nie jest on regularny i może trwać od 9 do 13,6 roku), którego średnią długość określono potem na 11 lat. Otrzymał za to Złoty Medal Królewskiego Towarzystwa Astronomicznego w 1857 roku.